# Łączówka

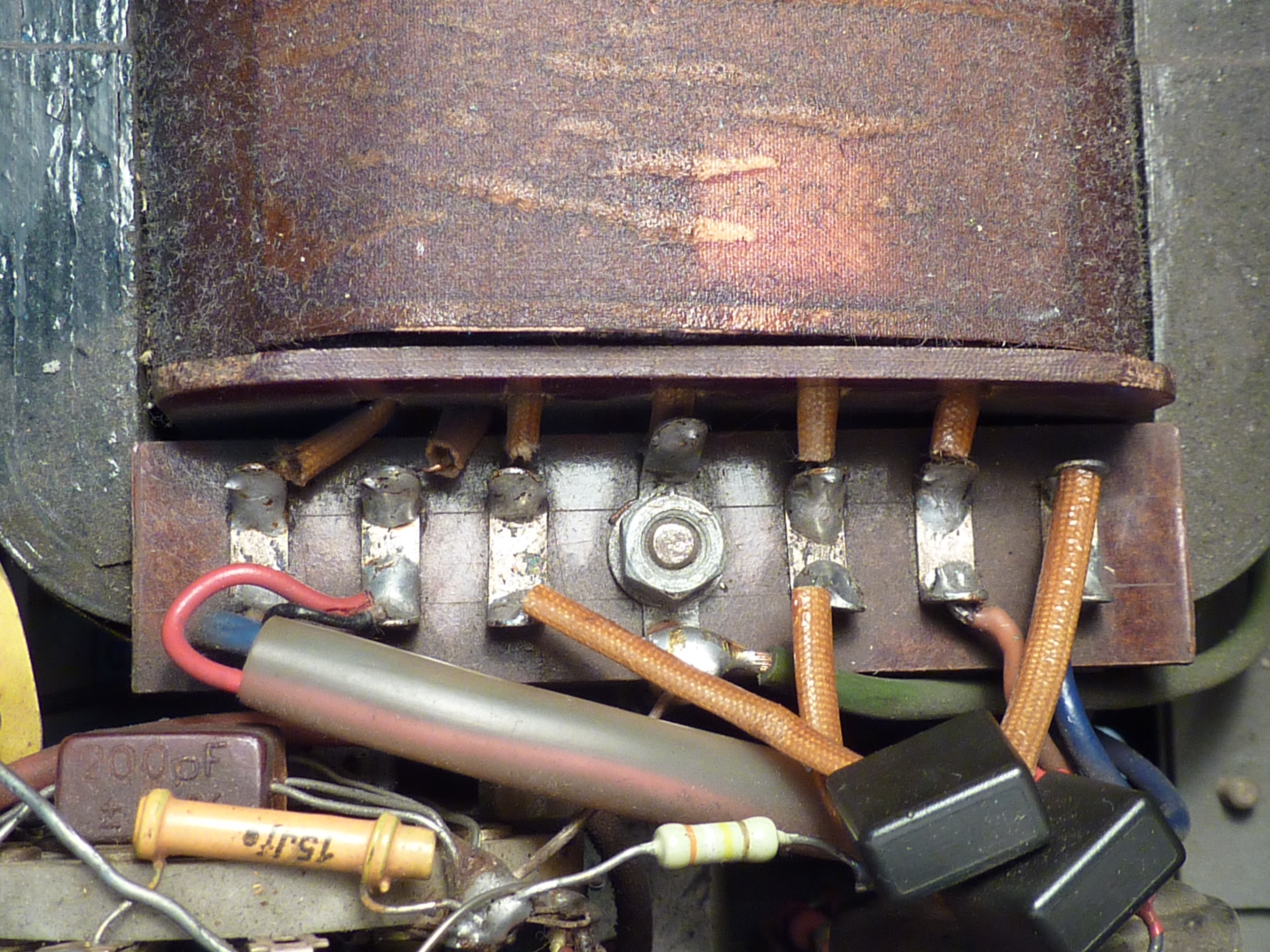
łączówka na transformatorze z przylutowanymi do niej przewodami i końcówkami elementów elektronicznych

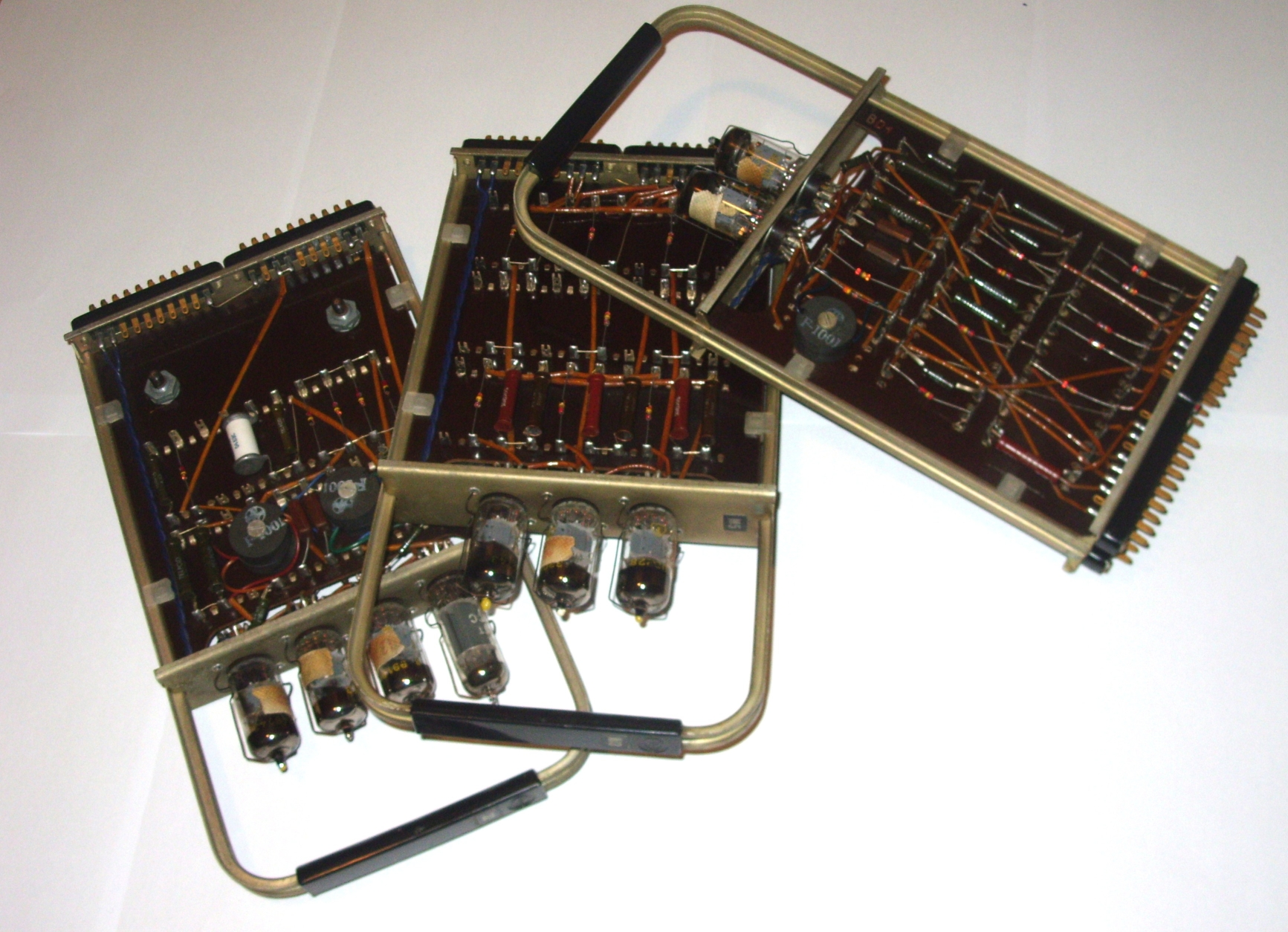
moduły lampowej maszyny liczącej UMC-1 produkcji polskiej z roku 1962 zmontowane przy użyciu łączówek

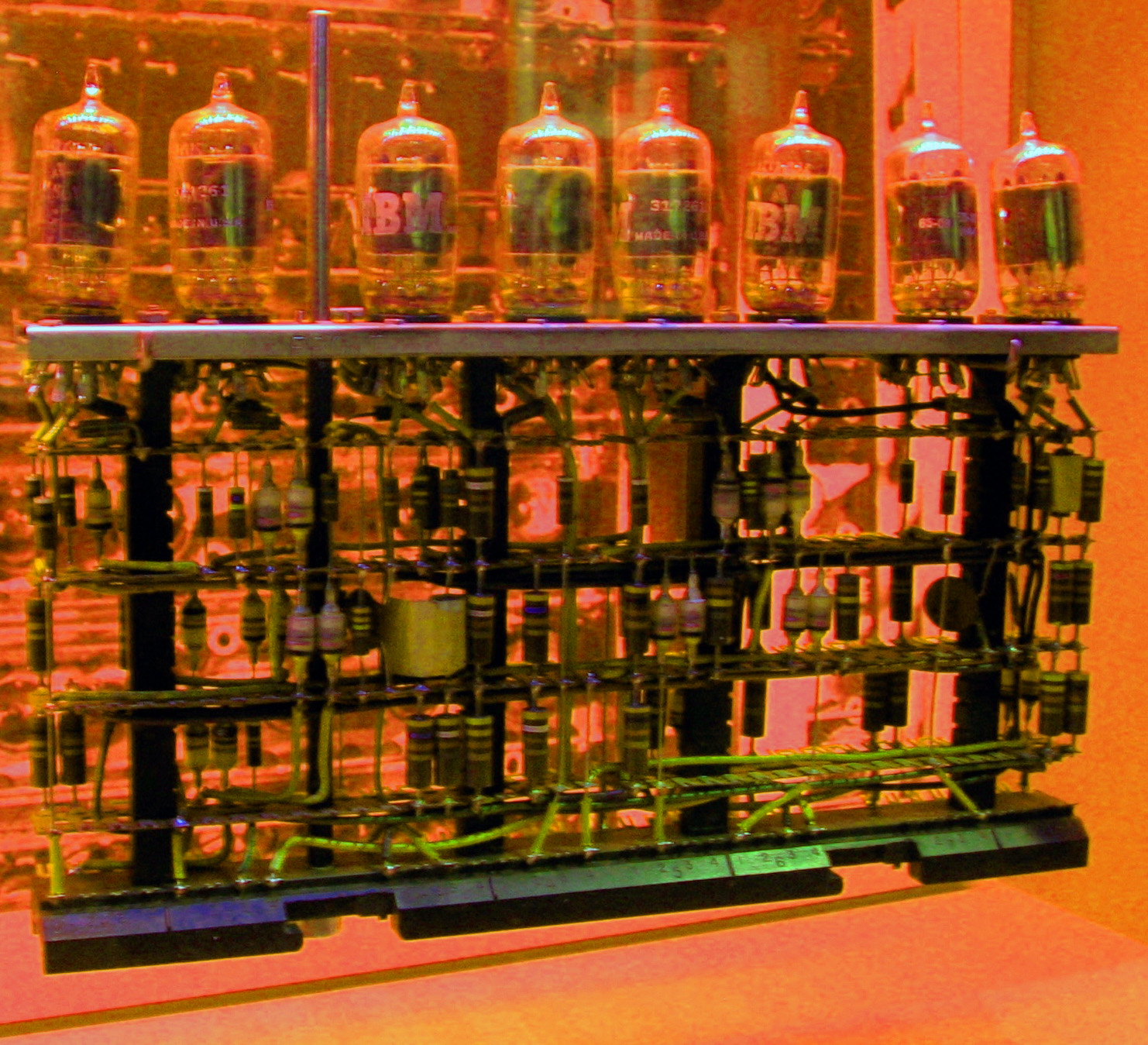
fragment lampowej maszyny IBM 700/7000 series; widoczne łączówki z drabinkami elementów

Łączówka – element służący do klasycznego montażu urządzeń elektronicznych. W przeszłości (w okresie międzywojennym, przed wprowadzeniem do powszechnego użytku obwodów drukowanych) był to praktycznie jedyny sposób uporządkowanej konstrukcji bardziej złożonych urządzeń. Alternatywą wykorzystania łączówek w tym okresie był montaż urządzeń w ten sposób, że poszczególne połączenia między elementami realizowane były bezpośrednio („z punktu do punktu”, ang. point-to-point construction) po najkrótszej drodze, a względną sztywność konstrukcji zapewniało przykręcanie niektórych największych elementów do podstawy („chassis”) urządzenia, ewentualnie przy pomocy specjalnych obejm. Tak skonstruowany układ elektroniczny był jednak trudny do inspekcji i naprawy ze względu na chaotyczny, nieprzejrzysty układ przewodów, trudności w ujawnieniu ewentualnych „zimnych lutów” w takiej nieuporządkowanej strukturze, podatność na przypadkowe zwarcia będące np. skutkiem przemieszczania się przewodów i elementów wskutek ewentualnych wstrząsów mechanicznych itp.
Klasyczna łączówka była cienką wąską listewką z nieprzewodzącego materiału odpornego na działanie podwyższonej temperatury (bakelit, tekstolit), na której zaciśnięty był co kilka milimetrów szereg miedzianych lub mosiężnych „oczek” (zazwyczaj były to oczka podwójne, umożliwiające łączenie większej liczby przewodów), najczęściej wstępnie już pokrytych warstewką cyny w celu ułatwienia lutowania. Dwie takie łączówki ustawiano obok siebie w odległości paru centymetrów i do ich „oczek” wprowadzano i lutowano (do tego potrzebna była odporność na podwyższoną temperaturę materiału nieprzewodzącego) końcówki elementów elektronicznych (oporników, kondensatorów) tworząc charakterystyczną „drabinkę”. Oprócz elementów elektronicznych do łączówek lutowano też przewody łączące poszczególne elementy elektroniczne tworząc w ten sposób obwód elektroniczny.
Niektóre elementy elektroniczne, mające większe wymiary (np. głośniki, dławiki, kondensatory elektrolityczne na wysokie napięcie, kondensatory obrotowe) lub więcej niż dwa wyprowadzenia (np. lampy elektronowe, transformatory, potencjometry, przełączniki) miały swoje własne łączówki, do których lutowane były przewody prowadzące do innych łączówek. W praktyce często stosowano technikę mieszaną, tzn. część elementów łączono ze sobą przy pomocy łączówek, a pozostałe techniką „z punktu do punktu”.
Montaż tego rodzaju był niezwykle pracochłonny, wymagał przeszkolonego, sprawnego personelu, a i tak podatny był na błędy i niedokładności. Urządzenia budowane przy użyciu łączówek miały – pomimo postępu w porównaniu z chaotycznym montażem „z punktu do punktu” – wciąż stosunkowo duże wymiary. Elementy w układzie elektronicznym montowanym tą technologią łączone były ze sobą stosunkowo długimi przewodami, co wywoływało niebezpieczeństwo pojawiania się licznych sprzężeń pasożytniczych (indukcyjnych i pojemnościowych), wskutek czego zakresy częstotliwości, w których układy te mogły pracować bez zakłóceń były ograniczone od góry do kilku megaherców, zatem w technice radiowej – do zakresów fal krótkich; urządzenia na zakresy UKF były w takiej technologii niezwykle trudne do skonstruowania. Technologia konstrukcji urządzeń elektronicznych przy użyciu łączówek, tak samo zresztą jak montaż „z punktu do punktu”, wykluczała automatyzację montażu, co wpływało znacząco na koszt ich wytwarzania.
W teletechnice stosowane są łączówki w kilku odmianach; m.in. łączówki lutownicze spełniające rolę podobną opisanej powyżej, choć ze względu na specyfikę zastosowań teletechnicznych, do ich zacisków lutowane były zazwyczaj tylko żyły kabli teletechnicznych. Łączówki lutownicze płaskie jednostronne produkowane były w Polsce (według normy PN-60/T-82139) jako 2-, 3-,..., 9-rzędowe, na listwie z tworzywa termoutwardzalnego (PN/C-02002), ich końcówki zaś wykonywane były z mosiądzu (lub innego metalu o nie gorszych właściwościach) i pocynowane. Oprócz łączówek lutowniczych w teletechnice stosowane są także łączówki lutownicze stacyjne, łączówki zaciskowo-lutownicze oraz łączówki zaciskowe do głowic kablowych, jak również łączówki zaciskowe w aparatach telefonicznych.
W drugiej połowie XX wieku, szczególnie zaś w latach 70. nastąpił burzliwy rozwój elektroniki, objawiający się wzrostem stopnia komplikacji urządzeń elektronicznych, a także wzrostem przepustowości łączy telekomunikacyjnych, co wymusiło opracowanie technologii umożliwiających bezbłędne i szybkie wykonywanie znacznej liczby połączeń w pojedynczym urządzeniu. Wprowadzono wówczas na szeroką skalę obwody drukowane oraz połączenia owijane (ang. wire wrap). Technologia połączeń owijanych w praktyce całkowicie wyparła stosowanie łączówek lutowniczych w teletechnice, a także umożliwiła rozwój komputerów II generacji. Dalszy postęp w tej dziedzinie i powszechne wprowadzenie obwodów drukowanych, najpierw jednowarstwowych, a potem dwu- i wielowarstwowych umożliwił zwiększenie upakowania elementów, miniaturyzację układów, zwiększenie zakresu częstotliwości ich pracy, a także automatyzację montażu i zmniejszenie prawdopodobieństwa pojawienia się błędów w montażu.